# Olympiastadion Amsterdam
Das Olympiastadion Amsterdam (niederländisch Olympisch Stadion) ist ein Fußballstadion mit Leichtathletikanlage im Amsterdamer Stadtviertel Stadionbuurt (Niederlande). Es wurde als Hauptaustragungsort der Olympischen Sommerspiele 1928 errichtet und von dem niederländischen Architekten Jan Wils geplant. Die Anlage steht als Rijksmonument unter Denkmalschutz.

## Geschichte
Nach den ursprünglichen Planungen für die Sommerspiele von 1928 sollte das 1914 fertiggestellte Alte Stadion, nach seinem Architekten auch Harry-Elte-Stadion oder einfach nur Het Stadion („Das Stadion“) genannt, zum Olympiastadion umgebaut werden. Das Alte Stadion lag direkt neben dem heutigen Olympiastadion und war bis 1928 mit einem Fassungsvermögen von 29.000 Zuschauern das größte Fußballstadion Amsterdams. Aus stadtplanerischen Gründen entschied man sich schließlich dafür, ein neues Olympiastadion zu bauen. Das Alte Stadion diente während der Olympischen Spiele als Austragungsort von Hockeyspielen und wurde anschließend abgerissen.
Das Olympiastadion hatte bei seiner Fertigstellung ein Fassungsvermögen von 34.000 Zuschauern. Nach dem Bau von De Kuip in Rotterdam im Jahre 1937 entschied die Stadt Amsterdam, das Stadion auf 64.000 Plätze zu erweitern. Jan Wils entwarf einen zweiten Ring an Zuschauerrängen.
Nach den Olympischen Spielen von 1928 wurde das Stadion regelmäßig für diverse Sportveranstaltungen genutzt, unter anderem für Leichtathletik, Speedway, Hockey und Radsport. Die Tour de France 1954 startete im Außenbereich des Stadions; dreimal – 1938, 1948 und 1959 – wurden auf der dortigen, inzwischen nicht mehr bestehenden, Radrennbahn UCI-Bahn-Weltmeisterschaften ausgetragen. Die bedeutendsten Nutzer waren jedoch die Fußball-Vereine Blauw Wit Amsterdam und Amsterdamsche FC DWS (beide fusionierten 1972 zum FC Amsterdam), deren Heimspielstätte das Olympiastadion war. 1962 fand im Olympiastadion das Endspiel um den Europapokal der Landesmeister zwischen Benfica Lissabon und Real Madrid statt (Endstand 5:3).
Ajax Amsterdam nutzte das Stadion für Heimspiele, deren erwartete Zuschauerzahl die Kapazität des eigenen De Meer Stadions überschritt, und für Spiele an Werktagen, die den Einsatz von Flutlicht erforderten. Unter anderem trug Ajax 1992 das Final-Rückspiel um den UEFA-Pokal gegen Torino Calcio im Olympiastadion aus, in dem es durch ein 0:0 den Titelgewinn sicherte. Bereits 1981 hatte der AZ Alkmaar an gleicher Stelle das Final-Rückspiel gegen Ipswich Town bestritten, konnte aber den Titel nicht gewinnen. 1987 fand an zwei Tagen das Speedway-Einzel-WM-Finale im Amsterdamer Olympiastadion statt. Ajax Amsterdam nutzte das Olympiastadion bis zur Eröffnung der Amsterdam Arena im Jahr 1996.
Das Olympiastadion wurde daraufhin nach Plänen des Architekten André van Stigt, die auf Wils’ Bauzeichnungen beruhten, zurückgebaut und dem Originalzustand wieder stärker angenähert. Der zweite Ring aus dem Jahr 1937 wurde entfernt, ebenso die Radrennbahn aus Beton. Das Stadion wurde so erneut zu einem Beispiel für den Baustil der Amsterdamer Schule. Es wurde am 13. Mai 1997 von Prinz Willem-Alexander wiedereröffnet und wird nun im Sportbereich vor allem für Leichtathletikwettbewerbe verwendet.
Nachdem die Bewerbung Amsterdams für die Leichtathletik-Europameisterschaften 2016 erfolgreich war und am 4. November 2011 die niederländische Hauptstadt sich gegen Istanbul (Türkei) und Split (Kroatien) durchsetzte, fanden schließlich 2016 die Europameisterschaften im Olympiastadion statt.
Im März 2018 fand die Eisschnelllauf-Mehrkampfweltmeisterschaft im Olympiastadion von 1928 statt. Es war nach der WM 2001 die erste Mehrkampfweltmeisterschaft, die unter freiem Himmel stattfand.

## Galerie

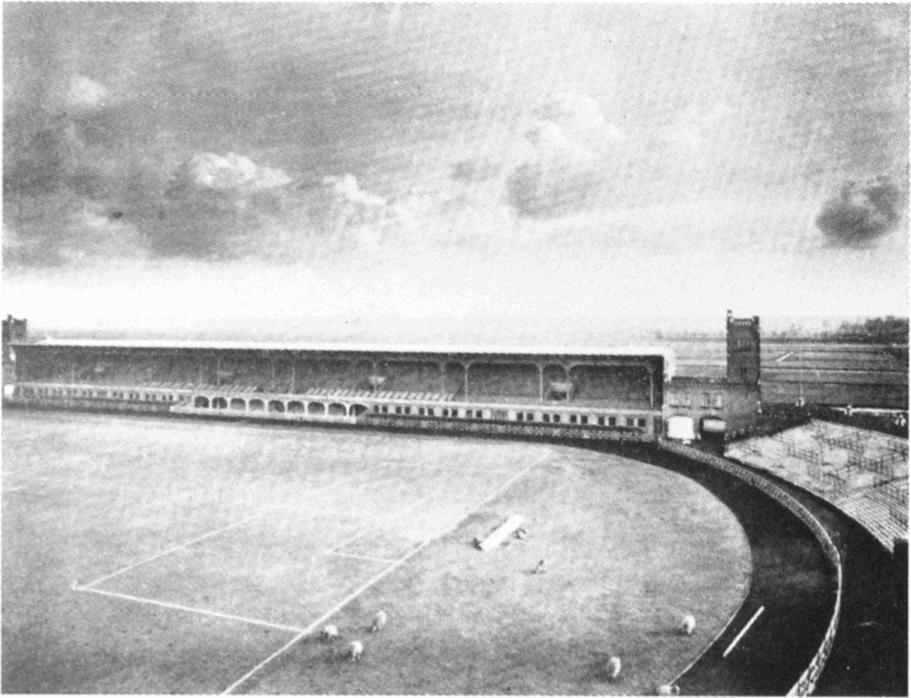
Das „Alte Stadion“ (1914–1928)
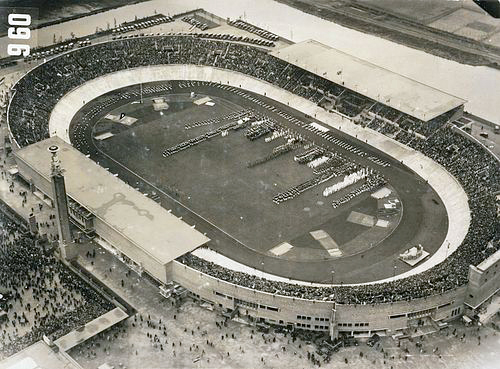
Das Olympiastadion 1928
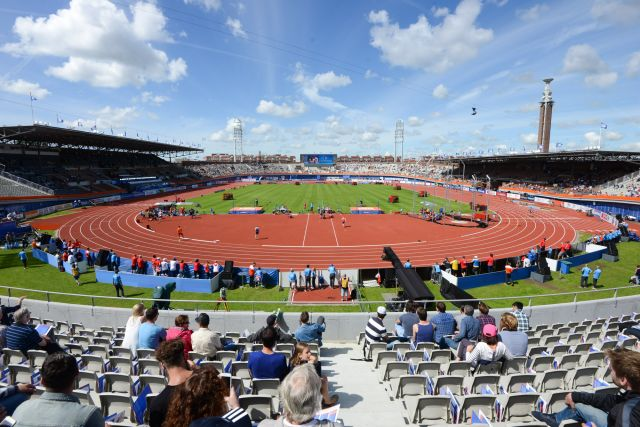
Erster Tag der Leichtathletik-Europameisterschaften 2016 im Olympiastadion